# Wakaleo vanderleueri
Wakaleo vanderleueri — вид австралійський м'ясоїдних ссавців родини Thylacoleonidae (Сумчастолевові). Вид названо на честь Пола Вандерлеєра із станції Кемфілд "щоб увічнити нашу вдячність за допомогу і гостинність, яку він поширив на членів Бюро мінеральних ресурсів". Рештки знайдено в Північній Території (Bullock Greek Local Fauna). Спершу був описаний по фрагменту правої нижньої щелепи, але зараз знаний по добре збереженому черепу і значному числу щелепного та зубного матеріалу. Череп W. vanderleueri міцний але пропорційно вужчий і довший ніж у Thylacoleo carnifex і відносно коротший і ширший ніж у Priscileo roskellyae.